# Peñarrubia (Abra)
Peñarrubia é um município de  sexta classe de renda municipal (d) na província Abra, nas Filipinas. De acordo com o censo de 1 de maio  de  2020 possui uma população de 6 951 pessoas e 1 672 domicílios.